# Aqualand Moravia
Aqualand Moravia je akvapark v obci Pasohlávky v okrese Brno-venkov. Jeho kapacita činí 8 000 návštěvníků a vodní plocha má rozlohu přes 3 000 m². Součástí aquaparku je 16 bazénů, 24 tobogánů a skluzavek, 30 typů saun, wellness zóna (římské a sluneční lázně), Hotel Aqualand Inn, restaurace a kavárna. Aqualand Moravia byl otevřen 1. srpna 2013.
Pro termální bazén aquapark využívá geotermální vrt Mušov s teplotou 46 °C.
Investorem Aqualandu Moravia se stala firma ŽS Real. Náklady na vybudování dosáhly částky 1,2 miliardy korun, z nichž část získala tato společnost z evropských fondů.

## Lokalita
Aqualand Moravia se nachází v obci Pasohlávky, na severním břehu Mušovské nádrže. Ve stejné lokalitě se nacházely i římské lázně, které jsou nejstarším lázeňským objektem na území České republiky.

## Historie
- 2013 – otevření Aqualandu Moravia
- 2015 – postavení vodního baru
- 2016 – postavení hotelu
- 2017 – otevřeny nové bazény Romulus a Remus
- 2018 – otevřeny Denní lázně
- 2019 – otevřena dětská prohřívárna a solné kabiny, nové patro wellness Pálava
- 2020 – 2x větší venkovní areál s novým tobogánem
- 2021 – otevřen dětský vodní hrad v nové venkovní části
- 2023 – otevřen dětský vodní hrad Tutti Frutti ve vnitřní části
- 2024 – nová konferenční místnost

## Části
Aqualand Moravia se svým zaměřením odpovídá tematice římských lázní. Podle názvů odkazující na starověký Řím jsou pojmenovány i tematické oblasti.

### Neptunarium
Neptunarium je hlavní bazénová hala umístěná ve vnitřní části. Nachází se tu hlavní bazén Neptun, dva dětské bazény Calimero a Baby pool a tři vířivky. Součástí je výplavový venkovní bazén Riviéra s termálními bazény Romulus a Remus. 

### Colosseum
Colosseum  je venkovní areál s bazény a tobogány. Nachází se zde vlnobití a dětský bazén. Od léta roku 2020 k němu patří nový tobogán nebo spíše vodní horská dráha dlouhá 242 metrů.  

### Adrenalium

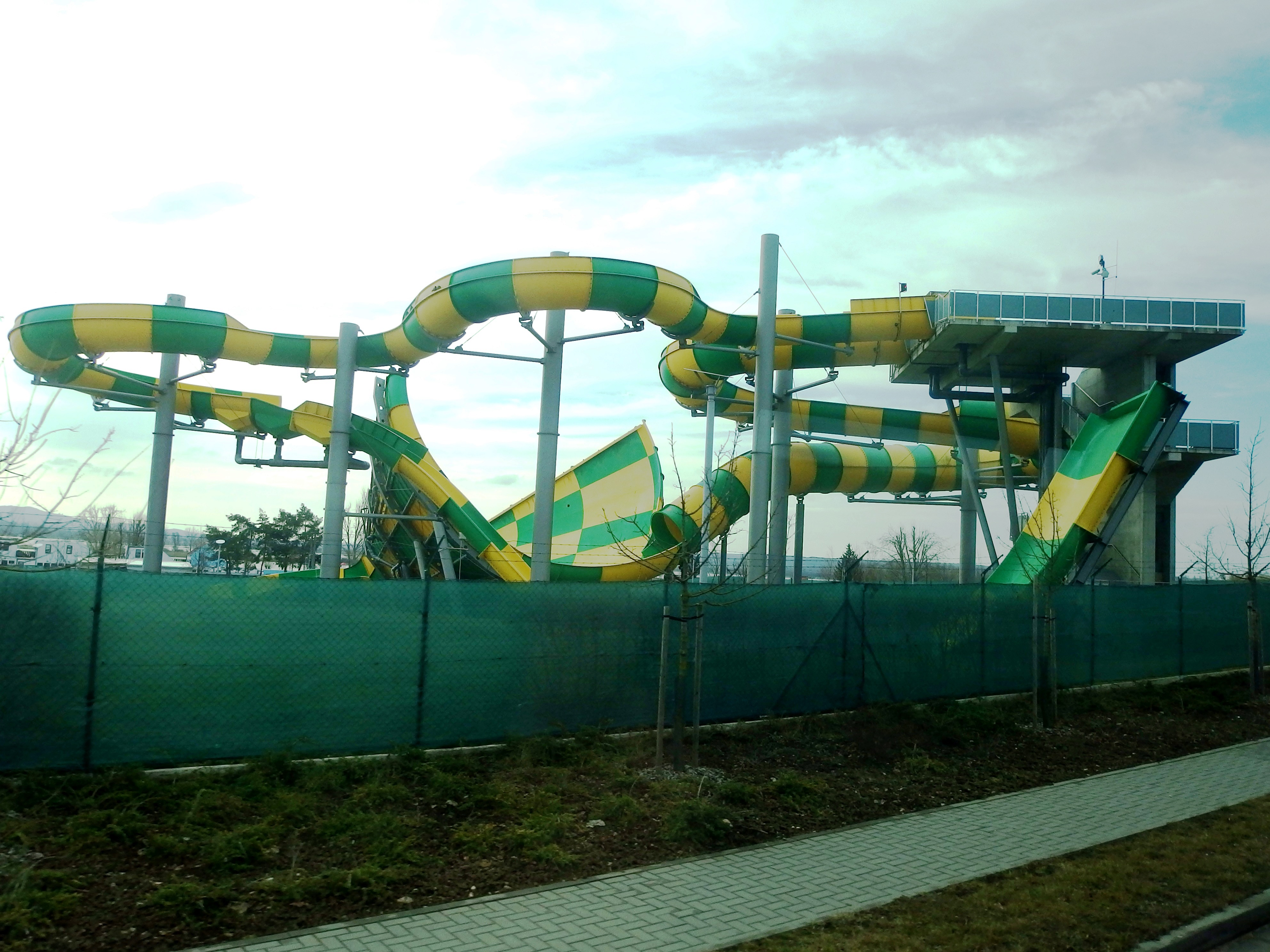
Tobogány Boomerango a Abyss

Je hala, ve které se nachází 10 vnitřních tobogánů a 3 skluzavky, mezi něž patří například U Wave, Kamikadze, Supercrater nebo Wild River. Na většině tobogánů se jede po nafukovacích raftech. Je zde jediná u-rampa v ČR. 

### Forum Romanum
Základem římských lázní jsou Caldarium, Laconium a Tepidarium, kde probíhají jednotlivé regenerační a relaxační procedury. Nachází se zde celkem 10 saun různých typů, 1 vířivka, bazén a relaxační zóny. Relaxační oblast je přístupná od 15 let a je bezplavková. 

### Pálava Welness
Nachází se zde Panorama sauna až pro 100 návštěvníků. Sněžná jeskyně, tepidárium, whirpool a zážitkové sprchy. 